# Saint Sébastien (Raphaël)
Pour les articles homonymes, voir Saint Sébastien (homonymie).
Saint Sébastien est un tableau de Raphaël peint vers 1501-1502. Il est exposé à l’Académie Carrara, à Bergame. La pose du saint rappelle le style du Pérugin.

## Description
Généralement représenté presque entièrement dévêtu, attaché à l’arbre où il est percé de flèches, ici saint Sébastien porte une cape rouge et une chemise brodée d’or et sa coiffure est élégante. Il tient une flèche, unique symbole de son martyre. Son petit doigt est levé. C'est un des tableaux qui révèlent l'alliance des styles de Raphaël, l’élève, et de son maître, Le Pérugin.